# João Moniz Barreto do Couto
João Moniz Barreto do Couto CvTE • CvA • CvNSC (Angra do Heroísmo, 1800 — 2 de Março de 1870) foi um militar português.

## Biografia
Principiou a sua carreira militar como cadete, prestando serviço no exército português, no Regimento de Guarnição nº 1, aquartelado na Fortaleza de São João Baptista, no Monte Brasil, junto à cidade de Angra do Heroísmo.
Em 13 de Setembro de 1828, foi nomeado porta-bandeira do batalhão de artilharia de Angra do Heroísmo, e elevado ao posto de 2.º tenente.
Comandou a artilha do Forte de Santo António (Praia da Vitória), na Vila da Praia da Vitória, na Batalha de 11 de Agosto de 1829.
Fez parte da expedição libertadora dos Açores e acompanhando o Exército Libertador combateu em toda a campanha. Foi major da praça do castelo de São João Baptista de Angra do Heroísmo, sendo elevado ao posto de Tenente-Coronel em 19 de Dezembro de 1848, ao de coronel em 29 de Abril de 1851, ao de brigadeiro graduado em 29 de Setembro de 1852, reformando-se depois em marechal de campo.
Cavaleiro da Ordem Militar da Torre e Espada, do Valor, Lealdade e Mérito, da Ordem de Nossa Senhora da Conceição de Vila Viçosa e da Ordem Militar de Avis.
Foi filho de Bernardo Moniz Barreto do Couto, fidalgo escudeiro da casa real, e de D. Maria do Carmo Pacheco de Lima e Lacerda Moniz Barreto do Couto.